# Bitva u Salzbachu
Bitva u Salzbachu (někdy podle německého názvu místa uváděna jako bitva u Sasbachu) byla vybojována 27. července 1675 mezi francouzskou armádou a říšským vojskem během francouzsko-nizozemské války. Po obsazení Alsaska v zimě 1675 maršál de Turenne během letního tažení manévroval v Bádensku a snažil se přinutit velitele říšského sboru Montecuccoliho ke střetnutí. To se mu podařilo u Salzbachu. K dispozici měl 20 000 vojáků proti soupeřovým 25 000.
Francouzský maršál, Henri de la Tour d'Auvergne, vikomt de Turenne, byl zabit v bitevní vřavě, když byl zasažen jedním z prvních výstřelů. K žádné velké bitvě pak nakonec nedošlo – francouzská vojska se po krátké dělostřelecké výměně začala stahovat.